# Великий і малий Вонг Тін Бар
Великий і малий Вонг Тін Бар (англ. назва Big and Little Wong Tin Bar) - гонконгський чорно-білий, моно-звуковий фільм, з Джекі Чаном у головній ролі. Кінофільм вийшов на екрани в 1962 році. В цьому фільмі Джекі Чан зіграв свою першу роль.

## В ролях
- Джекі Чан — хлопець Юень Лау
- Саммо Хунг — хлопець Юень Лун
- Лі Хуа Лі — Лі Лі-Хуа

## Сюжет
Вонг Сам-тай проводить бенкет для воїнів чотирьох морів. Запрошення отримує глава фортеці «Чорний вітер» Кам Чінг, який має намір посватати свою дочку за сина Вонг Сам-тая, Тваней Бару. Тваней Панів знаходить спосіб ухилитися від зустрічі з майбутньою дружиною.
Ображений Кам і його дочка крадуть нефритовий друк, який належить Королеві магічного меча. У пропажі реліквії звинувачують Тваней Бару. Вонг Сам-тая роблять висновок під варту. Тваней Панів під час пошуку друку потрапляє в пастку Кам Чінга. І тільки своєчасна поява Семи маленьких негідників допоможе Тваней Бару вибратися з пастки і знайти печатку...